# 南バーティナ行政区
南バーティナ地方（みなみバーティナちほう、アラビア語: محافظة جنوب الباطنة Muḥāfaẓat Ǧanūb al-Bāṭinah）は、オマーンを構成する行政区（ムハーファザ）の一つ。首府はルスターク。
2011年にバーティナ地方を南北に分割した時の南部地域を管轄しており、南バーティナ行政区は、北バーティナ行政区と比べて人口・面積値が低い。

## 隣接行政区画
- マスカット特別行政区
- ダーヒリーヤ行政区
- ザーヒラ行政区
- 北バーティナ行政区

## 下位行政区画
南バーティナ行政区は、6つの州（ウィラーヤ）に分かれる。
- ルスターク（アラビア語版、英語版）
- アル・アワービー（アラビア語版、英語版）
- バルカーウ（アラビア語版、英語版）
- アル・ムサンナア（アラビア語版）
- ナハル（アラビア語版、英語版）
- ワーディー・アル・マアーウィル（アラビア語版）